# Karl Pfeffer-Wildenbruch
Karl Pfeffer-Wildenbruch (Kalkberge, 12 de junio de 1888-Bielefeld, 29 de enero de 1971) fue un oficial alemán con actuación en las dos guerras mundiales que se desempeñó como comandante tanto en el ejército alemán como en la organización de las SS.

## Biografía

### Primeros años
Karl Pfeffer-Wildenbruch nació el 12 de junio de 1888, en Kalkberge, Rüdersdorf (provincia de Brandeburgo). Después de terminar la escuela se convirtió en Fahnenjunker en el XXII Regimiento de Artillería en marzo de 1907. Fue ascendido a teniente en agosto de 1908 y en 1911 fue asignado a la Escuela Técnica Militar de Berlín.

### Primera Guerra Mundial
Cuando estalló la Primera Guerra Mundial comandó una batería y fue adjunto del regimiento para más tarde convertirse en oficial del Estado Mayor alemán. Sirvió en Bagdad, Irak, bajo el mando del Mariscal de campo Colmar von der Goltz, quien comandaba el Primer Ejército Turco. Su siguiente destino fue Constantinopla, donde fue parte de la misión alemana en el Imperio Otomano de mayo a noviembre de 1917. A finales de 1917 regresó a Alemania como oficial del Estado Mayor de la XI División de Infantería. Durante el final de la guerra permaneció en el Estado Mayor de la ZBV 55 y del XXIV Cuerpo de Reserva.

### Periodo de entreguerras
En agosto de 1919 se incorporó al servicio de policía y pasó un tiempo en el Ministerio de Interior del Reich. Fue comandante de policía en Osnabrück y Magdeburgo. A partir de 1928 estuvo en Santiago de Chile como jefe de los carabineros chilenos hasta 1933, cuando regresó a Alemania.
En junio de 1933 se convirtió en teniente coronel en el regimiento de la policía federal en Frankfurt y desde mayo de 1936 fue inspector general de las escuelas de policía, siendo ascendido a Generalmajor de la policía en mayo de 1937.
En marzo de 1939 se unió a las SS con el número de membresía 292 713. Formó parte del personal del Reichsführer-SS y fue ascendido a SS-Brigadeführer en abril de 1939.

### Segunda Guerra Mundial
A finales de 1939, se le dio el mando de la 4.ª División SS Polizei con el rango de SS-Gruppenführer y Generalleutnant der Polizei. Después de la batalla de Francia volvió al personal de la Reichsführers-SS hasta que fue nombrado jefe de la policía colonial en el ministerio del Reich de 1941 a 1943.
En octubre de 1943 asumió el cargo de comandante del VI Cuerpo SS, con un ascenso a SS-Obergruppenführer general und der Waffen-SS und Polizei.
En diciembre de 1944 fue nombrado comandante del IX Cuerpo de Montaña SS, destinado en Budapest, en Hungría. Fue el responsable de la defensa de la capital húngara después de haber sido rodeada por las fuerzas soviéticas en un asedio que se prolongó desde el 29 de octubre de 1944 hasta el 13 de febrero de 1945.
El asedio de Budapest fue una de las más largas y sangrientas luchas por la conquista de una ciudad durante toda la Segunda Guerra Mundial. Por su defensa de la ciudad fue galardonado con la Cruz de Caballero el 11 de enero de 1945 y con las Hojas de Roble el 1 de febrero de 1945. Durante el intento de escapar de Budapest fue gravemente herido y capturado por los soviéticos. El 10 de agosto de 1949 fue condenado a 25 años de trabajos forzados pero tras la muerte de Stalin fue liberado junto a otros 10 000 prisioneros de guerra gracias a un acuerdo informal entre el canciller alemán Konrad Adenauer y el Premier soviético Nikolái Bulganin en septiembre de 1955 (finalmente sería liberado un mes después).
Karl Pfeffer-Wildenbruch murió en un accidente de tráfico el 29 de enero de 1971 en Bielefeld.

## Condecoraciones
- Cruz de Hierro de primera clase (1914; 1939)
- Cruz de Hierro de segunda clase (1914; 1919)
- Medalla de herido
- Medaille zur Erinnerung an den 13. März 1938
- Medaille zur Erinnerung an den 1. Oktober 1938
- Ehrenkreuz des Weltkrieges
- Anillo de honor de las SS